# Shelby Daytona
La Shelby Daytona, chiamata anche Shelby Daytona Coupé o Shelby Cobra Daytona Coupé, è una vettura di tipo Sport-Prototipo GT costruita dalla casa automobilistica statunitense Shelby Automobiles dal 1964 al 1965.

## Descrizione

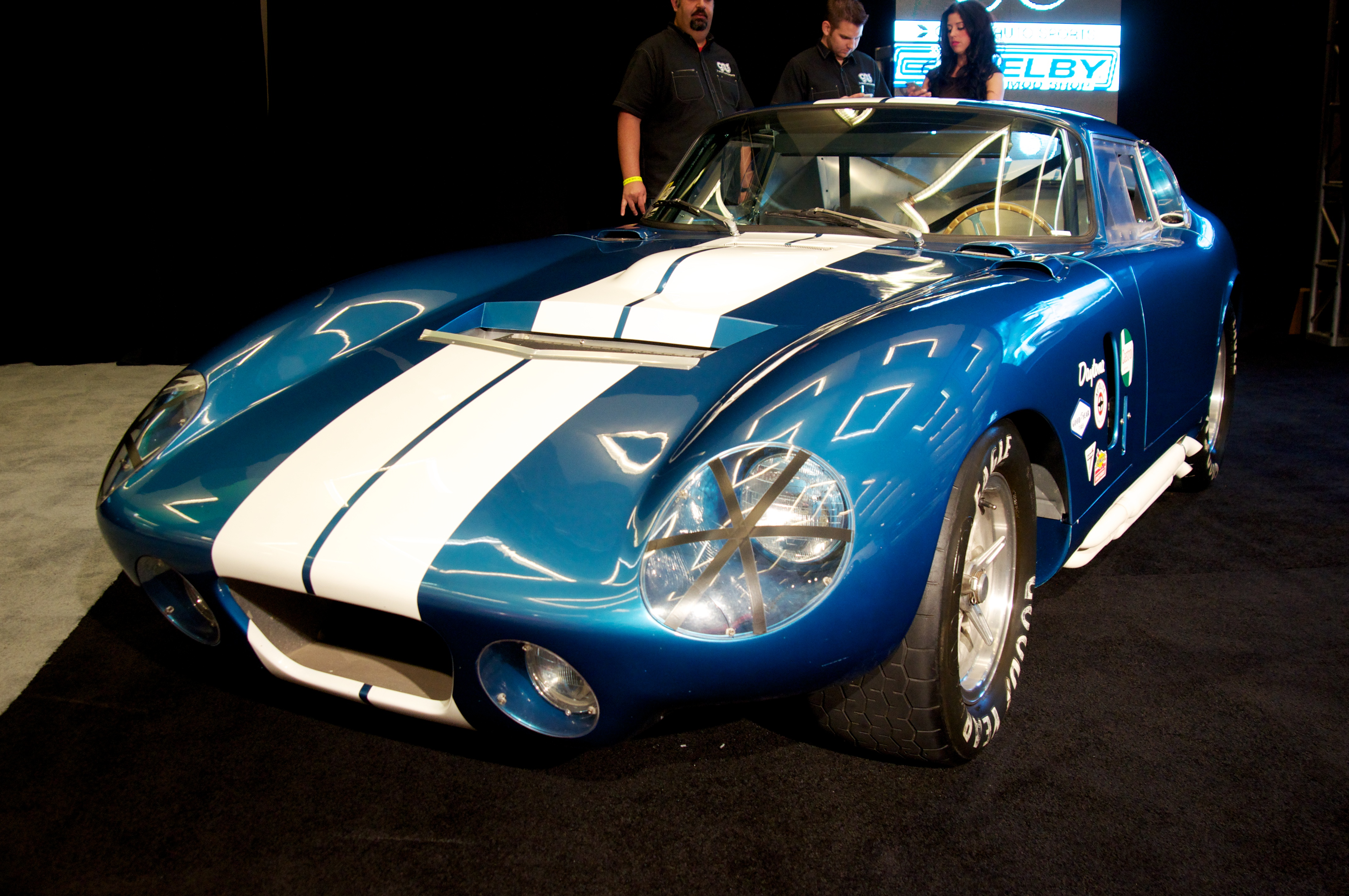
Dettaglio del frontale

Realizzata per sostituire la Shelby Cobra, dalla quale riprendeva il telaio e la trasmissione seppur evoluti e modificati, fu progettata e costruita appositamente per le competizioni automobilistiche, in particolare modo per rivaleggiare contro la Ferrari 250 GTO nel campionato internazionale gran turismo. Il progetto iniziale prevedeva la costruzione di sei Shelby Daytona a scopo agonistico tra il 1964 e il 1965, ma poi Carroll Shelby fu riassegnato al progetto Ford GT40 per gareggiare nella 24 ore di Le Mans. Con la Shelby Daytona, Shelby divenne il primo costruttore statunitense a vincere un titolo internazionale nel campionato internazionale gran turismo nel 1965.
Tra il 1964 e il 1965, la Ford fece partecipare le sei Shelby Daytona in numerose gare attraverso il team britannica Alan Mann Racing Ford, nonché vendette o noleggiò temporaneamente le vetture ad altre squadre da corsa come la francese Tri-Colore e la svizzera Scuderia Filipinetti.
Durante questo periodo la Shelby Daytona corse nella Divisione 3 del campionato internazionale GT per vetture con cilindrate superiori a 2000 cc. Prese parte a numerose gare di durata dalle 500 km, 1000 km, 2000 km, alle 12 ore e 24 ore nel Campionato internazionale gran turismo, tra cui gare a Le Mans, Daytona, Sebring, Imola, Reims, Spa Francorchamps, Goodwood, Oulton Park, il Tour de France Automobile, Monza e Nürburgring.

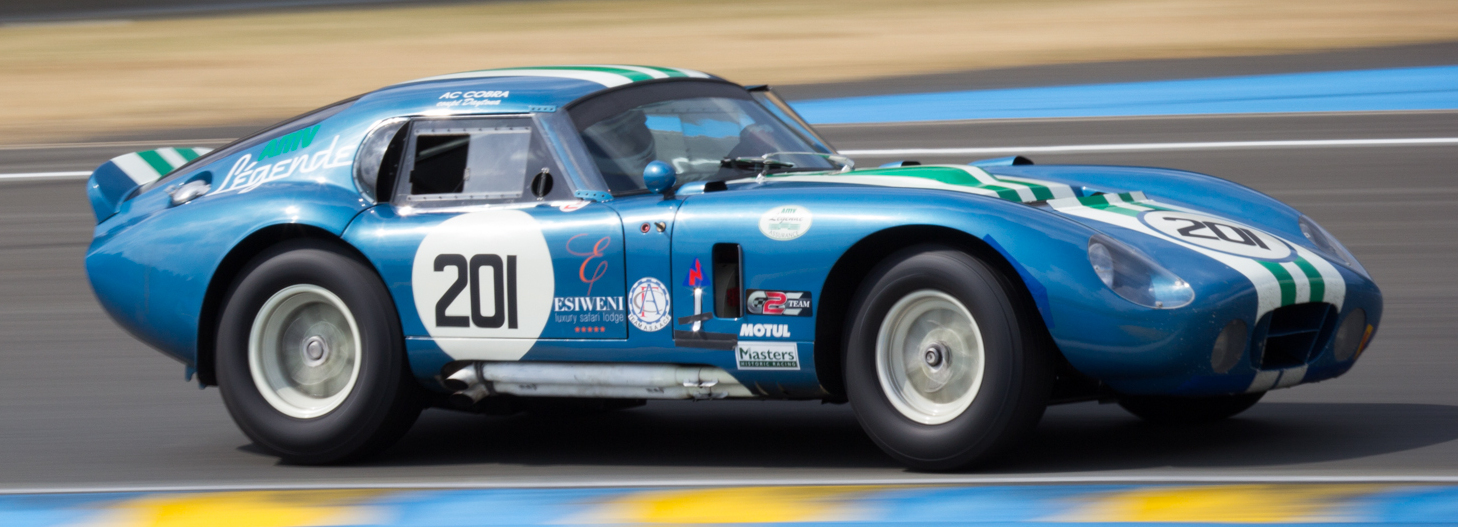
Vista laterale

La Shelby Daytona, nel suo primo anno nelle competizione, arrivò seconda per soli 6 punti nella Divisione III nel Campionato internazionale gran turismo 1964, vincendola poi nel 1965. Nel 2014 è stata la prima vettura ad essere inserita nel registro delle auto storiche degli Stati Uniti.

## Palmarès
- 1964: 12 ore di Sebring (vittoria della classe GT, quarto assoluto, Dave MacDonald/Bob Holbert)
- 1964: 24 ore di Le Mans (vittoria della classe GT, quarto assoluto, Dan Gurney/ Bob Bondurant)
- 1964: RAC Tourist Trophy (vittoria della classe GT)
- 1965: 24 ore di Daytona (vittoria in classe GT)
- 1965: 12 ore di Sebring (vittoria della classe GT)
- 1965: Gran Premio d'Italia a Monza (vittoria in classe GT)
- 1965: 1000 km del Nürburgring (vittoria della classe GT)
- 1965: 12 ore di Reims (vittoria della classe GT e conquista del Campionato internazionale 1965 per costruttori GT)
- 1965: Enna-Pergusa (vittoria della classe GT)
- 1965: 25 record di velocità terrestre a Bonneville